# Louis Victoire Lux de Montmorin-Saint-Hérem
Pour les articles homonymes, voir comte de Montmorin et Montmorin.
Louis Victoire-Lux (on trouve aussi Luce) de Montmorin de Saint-Hérem, comte, (né à le 13 décembre 1762 à Fontainebleau – mort le 2 septembre 1792 à Paris) était un militaire français.

## Biographie
Cadet gentilhomme de l’École militaire le 31 janvier 1778, sous-lieutenant de l'École militaire le 13 décembre 1778, sous-lieutenant dans la cavalerie de Royal-Piémont le 3 avril 1780, sous-lieutenant de remplacement de la compagnie de Saint-Priest le 29 août 1784, capitaine de remplacement dans le régiment des chasseurs des Vosges le 2 décembre 1787, major en second du régiment de Flandre en mai 1788, puis gouverneur de Fontainebleau et promu colonel du régiment de Flandre, le 9 juin 1790.
L'arrivée à Versailles de ce régiment sert de prélude aux Journées des 5 et 6 octobre 1789. Les drapeaux de son régiment ayant été enlevé par la foule, le comte de Montmorin marcha avec deux compagnies à l'Hôtel de Ville et obtient leur restitution. Il émigre ensuite, mais revient bientôt à Paris, où, Louis XVI pour l'avoir plus près de sa personne, lui fait donner un logement au château. Il est arrêté au lendemain du 10 août 1792 et massacré dans la prison de la Conciergerie le 2 septembre 1792 lors des massacres de Septembre,.